# Frederick Ion
Temple de la renommée : 1961
Frederick James Ion, surnommé Mickey Ion, né le 25 février 1886 à Paris, en Ontario au Canada et mort le 26 octobre 1964 à Seattle aux États-Unis, est un joueur professionnel de crosse puis un arbitre de hockey sur glace canadien.

## Biographie
Frederick Ion naît le 25 février 1886 dans la ville de Paris en Ontario avant de rejoindre la ville de Toronto. Il joue alors à la crosse en 1909 avec les Tecumsehs puis il rejoint le club de crosse de Vancouver en 1911. L'équipe en question est la propriété des frères Patrick Lester et Frank. En décembre, les deux frères décident de créer une nouvelle ligue de hockey sur glace en Amérique du Nord : l'Association de hockey de la Côte du Pacifique. Ils recrutent alors plusieurs joueurs de crosse pour devenir arbitre pour leur nouvelle ligue dont Ion.
Quand en 1924, l'AHCP arrête ses activités, il rejoint la Western Canada Hockey League puis deux ans plus tard, il officie dans la Ligue nationale de hockey. Il officie dans cette dernière ligue jusqu'en 1942, année de sa retraite. Il s'installe dans la ville natale de sa femme, Seattle mais en 1957, il est atteint de maladie thromboembolique. Les docteurs lui amputent alors sa jambe gauche. Trois ans plus, il est amputé de l'autre jambe, également touchée. Il est admis au Temple de la renommée du hockey en 1961 en même temps que Cooper Smeaton et Chaucer Elliott. Ils sont alors les trois premiers arbitres à intégrer le Temple. Il meurt finalement le 26 octobre 1964 dans la ville de Seattle.